# Šport u 1978.
◄◄ | ◄ | 1975. | 1976. | 1977. | 1978.  | 1979. | 1980. | 1981. | ► | ►►
Arhitektura • Astronautika • Astronomija • Biologija • Film • Fotografija • Glazba • Kazalište • Kemija • Kiparstvo • Knjige • Književnost • Kršćanstvo • Meteorologija • Medicina • Planinarstvo • Politika • Pravo • Promet • Slikarstvo • Strip • Šport • Televizija • Znanost • Zrakoplovstvo • Željeznički promet
Šport u 1978.

## Svijet

### Natjecanja

#### Svjetska natjecanja
- Od 26. siječnja do 5. veljače – Svjetsko prvenstvo u rukometu u Danskoj: prvak SR Njemačka
- Od 1. do 25. lipnja – Svjetsko prvenstvo u nogometu u Argentini: prvak Argentina
- Od 19. do 27. kolovoza – Svjetsko prvenstvo u vaterpolu u Berlinu u Zapadnoj Njemačkoj: prvak Italija
- Od 1. do 14. listopada – Svjetsko prvenstvo u košarci na Filipinina: prvak Jugoslavija
- Od 30. studenoga do 10. prosinca – Svjetsko prvenstvo u rukometu za žene u Čehoslovačkoj: prvak DR Njemačka

### Rođenja
- 23. kolovoza – Kobe Bryant, američki košarkaš († 2020.)

## Vanjske poveznice
|  | Zajednički poslužitelj ima još gradiva o temi Šport u 1978. |